# Malek Kateb
Pour les articles homonymes, voir Kateb.
 (juin 2017).
Si vous disposez d'ouvrages ou d'articles de référence ou si vous connaissez des sites web de qualité traitant du thème abordé ici, merci de compléter l'article en donnant les références utiles à sa vérifiabilité et en les liant à la section « Notes et références ».
Malek Eddine Kateb est un homme de théâtre et acteur algérien d'expression française, né le 9 janvier 1942 à Guelma, en Algérie et mort le 7 février 2000 à Paris, il était le cofondateur, avec son cousin Mustapha Kateb, du Théâtre national algérien.

## Biographie
Malek-Eddine Kateb est le fils d'un commissaire de police d'Annaba. Il est le neveu du poète, romancier et dramaturge Kateb Yacine et de Mustapha Kateb.
Il émigre en France pour pouvoir exercer son art et faire de la mise en scène. Il travaille avec Ariane Mnouchkine et Bernard Sobel. Il trouve au théâtre des rôles que le cinéma, le confinant dans des seconds rôles, ne lui propose pas.
Il a trois enfants avec son épouse infirmière : une fille (l'aînée) et deux garçons dont le comédien Reda Kateb.

## Filmographie

### Cinéma

#### Longs métrages
- 1968 : Les hors-la-loi : Brahim
- 1971 : Étoile aux dents ou Poulou le magnifique
- 1973 : Les Aventures de Rabbi Jacob : Aziz, un homme de main de Farès
- 1975 : French Connection 2 : Chef algérien
- 1977 : La Question
- 1982 : Le Grand Pardon : Bouli
- 1982 : L'étoile du Nord : Youssef
- 1982 : Invitation au voyage
- 1983 : Le Grand Carnaval : Rahal
- 1984 : Le Thé à la menthe : Le Taleb
- 1988 : Le Testament d'un poète juif assassiné : Dr Mozliak
- 1989 : L'Union sacrée : L'ambassadeur
- 1995 : Douce France : Propriétaire du café
- 1996 : Salut cousin ! : Oncle Mohamed

#### Courts métrages
- 1980 : Karim Ben Abdallah
- 1998 : Cantique de la racaille : Moussa
- 1999 : Karnaval : Larbis Vater
- 2000 : Tel père tel fils : M. Mohamed

### Télévision
- 1978 : Allégra : Le père Bellem
- 1978 : Cinéma 16 : Boutiab
- 1980 : Marie : Isaac Markovitch Dymchitz
- 1982 : Les Dossiers de l'écran : Le garde du corps
- 1982 : Deuil en vingt-quatre heures
- 1983 : Capitaine X : Faheb
- 1988 : Médecins des hommes : Le moustachu
- 1989 : David Lansky
- 1992 : Navarro : Kamal Dourtek (saison 4, épisode 2 : Le Clan des clandestins)
- 1993 : Antoine Rives, juge du terrorisme : Le père d'Akbari
- 1993 : Gabriel : Samy
- 1997 : Un été aux hirondelles : Imam